# Rio Chengane
O rio Chengane, ou Chengana, é um afluente do rio Limpopo, drenando parte da Província de Gaza, em Moçambique. A sua bacia hidrográfica, que se estende entre os 552 m de altitude e o nível do mar, tem uma área total de 65 570 km², o que corresponde a 15.9% de toda a bacia hidrográfica do Rio Limpopo.